# The Legend of Zelda: Ocarina of Time 3D
The Legend of Zelda: Ocarina of Time 3D (jap. ゼルダの伝説 時のオカリナ 3D, Zeruda no Densetsu: Toki no Okarina 3D) ist ein Videospiel vom Genre Action-Adventure. Es wurde vom japanischen Spielekonsolen und -Softwarehersteller Nintendo im Juni 2011 für den Handheld Nintendo 3DS veröffentlicht. Das Spiel wurde vom japanischen Studio Grezzo in Gemeinschaft mit Nintendo entwickelt.
Bei dem Spiel handelt es sich um eine Neuauflage von The Legend of Zelda: Ocarina of Time, das von Nintendo entwickelt wurde und ursprünglich Ende 1998 für das Nintendo 64 erschienen war. Ocarina of Time war zuvor zwar bereits auf andere Konsolen portiert worden, bei der 3DS-Fassung handelt es sich aber um die erste überarbeitete Fassung.
Ocarina of Time 3D wurde überaus positiv bewertet und ist eines der meistverkauften 3DS-Spiele.

## Spielbeschreibung
Ocarina of Time 3D entspricht von der Handlung und dem Spielprinzip dem Originalspiel. Außerdem enthält die 3DS-Portierung Ocarina of Time Master Quest (jap. ゼルダの伝説 時のオカリナ 3D 裏, Zeruda no Densetsu: Toki no Okarina 3D Ura), eine Erweiterung des Originalspiels mit höherem Schwierigkeitsgrad und neuen Labyrinthen.
Komplett überarbeitet wurde die Grafik. So wurden alle 3D-Modelle neu gestaltet und neue, hochauflösendere Texturen kreiert. Dabei wurde auch die Umwelt an die höheren grafischen Leistungen des Nintendo 3DS angepasst, indem in vielen Gebiete die Details erhöht wurden. So wurden beispielsweise die Läden, in denen man etwas kaufen kann, mit weiteren Einrichtungsgegenständen bzw. Möbeln ausgestattet.
Die Bildwiederholungsrate beträgt nun 30 Bilder pro Sekunde, im Original waren es noch 20. Überdies wird der autostereoskopische 3D-Effekt des 3DS verwendet. Dies hatte zur Folge, dass das Anvisiersystem neu programmiert werden musste. Auf akustischer Seite hingegen gibt es keine Änderungen gegenüber dem Original.
Der zweite Bildschirm des Nintendo 3DS, der bei den anderen Versionen des Spiels nicht existent war, wird meistens dazu benutzt, die Karte des jeweiligen Gebiets anzuzeigen. Außerdem wird der Auswahlbildschirm des Menüs angezeigt, wodurch es einfacher ist, die Ausrüstung zu wechseln. Generell wurde das Menü überarbeitet und vereinfacht. Weiterhin wird der zweite Bildschirm dazu benutzt, die ausgerüsteten Gegenstände per Touchscreen zu benutzen und die Egoperspektive zu aktivieren und deaktivieren. Diese ist aber nach wie vor nur bei Stillstand der Spielfigur nutzbar. Der Spieler kann sich in der Egoperspektive wie im Originalspiel per Analog-Stick umsehen. Alternativ kann der 3DS dank der Gyrosensoren geneigt werden.
Da der Nintendo 3DS kein Force Feedback unterstützt, wurde die Funktionsweise des „Stein der Weisen“ angepasst. Ursprünglich hat das Rumble Pak vibriert, um auf Geheimnisse aufmerksam zu machen. Stattdessen wird in dieser Version ein Hinweissymbol eingeblendet.

## Entwicklung

### Produktionsdetails
Ocarina of Time 3D wurde vom japanischen Entwicklerstudio Grezzo entwickelt. Grezzo war im Dezember 2006 vom Ex-Square-Enix-Mitarbeiter Koichi Ishii gegründet worden. Bei dem Projekt, dessen Produzent Ishii war, handelte es sich um Grezzos zweites Spiel. Die Nintendo-Abteilungen Nintendo Entertainment Analysis & Development (EAD) und Nintendo Software Planning & Development (SPD) kooperierten bei der Produktion und unterstützten Grezzo.
Produzenten waren der Zelda-Produzent Eiji Aonuma von EAD Kyoto 3 und Takao Shimizu von EAD Tokyo 1. In übergeordneter Produzentenposition wirkten die EAD-Chefs Takashi Tezuka und Shigeru Miyamoto. Ein weiterer Produzent war Shinya Takahashi von SPD. Die Musik wurde bearbeitet von Mahito Yokota und Takeshi Hama. Yokota komponierte für den Abspann ein orchestrales Stück.

### Entwicklungsprozess
Nachdem Nintendo entschieden hatte, Ocarina of Time für den 3DS neuaufzulegen, wählte man Grezzo als möglichen Entwickler. Um dies zu ermöglichen, lud Nintendo-Präsident Satoru Iwata den Grezzo-Präsidenten Ishii zu Nintendo ein. In einem Gespräch wurde einigen Studiomitarbeitern der damals noch in der Entwicklungsphase befindliche 3DS vorgestellt und das Studio mit dem Projekt beauftragt. Aufgrund der unvollendeten und neuen Hardware stand am Beginn der Entwicklung eine langwierige Experimentierungsphase, die der Nintendo-Produzent Shimizu mit neuen Informationen über den 3DS antrieb.
Die Entwickler übertrugen wissentlich die meisten Spielfehler, die bereits im Originalspiel existierten. So wollten sie das Spiel so originalgetreu wie möglich übertragen, um das Spielgefühl nicht zu verändern. Viele Spielfehler hatten außerdem bereits eine Art Kultstatus in der Fangemeinde inne, deren Kult die Entwickler bewahren wollten. Eiji Aonumas Hauptmotivation war es, den Wassertempel zu überarbeiten.
Auf dem 3DS stehen vier Aktionstasten zur Verfügung, zwei weniger, als auf dem N64. Um trotzdem eine bequeme Steuerung zu ermöglichen, setzte Grezzo sehr früh in der Entwicklung der Neuauflage ein Team zusammen, um die sich durch den Touchscreen ergebenden Möglichkeiten zu erforschen. So kam die Idee, zusätzliche Knöpfe virtuell auf dem Touchscreen einzublenden. Eine Woche vor der Nintendo-Konferenz 2010, die am 29. September 2010 veranstaltet wurde, schlug Aonuma vor, Bewegungssteuerung im Projekt aufzunehmen. Erst zwei Wochen vor der Erstellung der finalen ROM erweiterte das Team auf Shigeru Miyamotos Anregung diese Funktion, damit auch im normalen Modus durch Neigen des Systems leichte Kameraschwenker zu bewerkstelligen seien.

## Ankündigung, Veröffentlichung und Verkaufszahlen
Mitte Juni 2010 fand die Electronic Entertainment Expo statt. Hinter verschlossenen Türen demonstrierte Nintendo eine Ocarina-of-Time-3D-Technik-Demo, die jedoch nicht spielbar war. Die Demo sollte die Leistungsfähigkeit des Nintendo 3DS demonstrieren. Während der Nintendo-Pressekonferenz dann kündigte Nintendo via Twitter an, dass es sich um keine bloße Tech-Demo handelt, sondern ein wirklich in der Entwicklung befindliches Spiel.
Am 16. Juni 2011 schließlich erschien es in Japan, einen Tag später in Europa, gefolgt von Nordamerika am 19. Juni. Für den 25. November desselben Jahres veröffentlichte Nintendo zudem einen Nintendo 3DS im Stile des Spiels und einem Exemplar.
Mit Stand 31. März 2012 hat sich Ocarina of Time 3D 2,61 Millionen Mal verkauft und ist damit das dritterfolgreichste 3DS-Spiel.
Im November 2017 kündigte Nintendo eine besondere Variante des Nintendo 2DS im passenden Design zum Spiel an.

## Rezeption
Ocarina of Time 3D wurde äußerst positiv bewertet und ist bei Metacritic mit Stand Februar 2013 das bestbewertete 3DS-Spiel. Der aus 85 Einzelwertungen berechnete Metascore, also ein weltweiter Wertungsdurchschnitt, liegt bei 94/100.